# Bruno Betancor
Bruno Emanuel Betancor Baeza (Montevideo, Uruguay; 18 de diciembre de 2003) es un futbolista uruguayo. Juega de delantero y su equipo actual es el Al-Ain FC de la UAE Pro League.

## Trayectoria
Betancor comenzó su carrera en el Peñarol, donde disputó 14 encuentros en su primera temporada 2023.
El 9 de enero de 2024, se anunció el préstamo de Betancor al Everton de la Primera División de Chile. Sin embargo dejó Chile en junio de ese año, y el 15 de julio de 2024 fue incorporado a Rentistas de la Segunda División de Uruguay.
En enero de 2025 fue contratado por Cerro, retornando así a la máxima categoría del fútbol profesional uruguayo.

## Estadísticas
Actualizado al último partido disputado el 16 de diciembre de 2023.
| Club                | Div.          | Temporada     | Liga  | Liga  | Copas nacionales | Copas nacionales | Copas internacionales | Copas internacionales | Total | Total |
| Club                | Div.          | Temporada     | Part. | Goles | Part.            | Goles            | Part.                 | Goles                 | Part. | Goles |
| ------------------- | ------------- | ------------- | ----- | ----- | ---------------- | ---------------- | --------------------- | --------------------- | ----- | ----- |
| Peñarol · Uruguay   | 1.ª           | 2023          | 11    | 0     | 0                | 0                | 2                     | 0                     | 13    | 0     |
| Peñarol · Uruguay   | Total club    | Total club    | 11    | 0     | 0                | 0                | 2                     | 0                     | 13    | 0     |
| Everton · Chile     | 1.ª           | 2024          | 7     | 1     | 0                | 0                | —                     | —                     | 7     | 1     |
| Everton · Chile     | Total club    | Total club    | 7     | 1     | 0                | 0                | 0                     | 0                     | 7     | 1     |
| Rentistas · Uruguay | 2.ª           | 2024          | 0     | 0     | 0                | 0                | 0                     | 0                     | 0     | 0     |
| Rentistas · Uruguay | Total club    | Total club    | 0     | 0     | 0                | 0                | 0                     | 0                     | 0     | 0     |
| Total carrera       | Total carrera | Total carrera | 18    | 1     | 0                | 0                | 2                     | 0                     | 20    | 1     |